# Gerlando Alberti
Pour les articles homonymes, voir Alberti.
Gerlando Alberti (né le 18 septembre 1927 à Palerme, décédé le 1er février 2012 à Palerme), connu aussi sous le surnom de U Paccarè, qui signifie l'imperturbable est un membre de Cosa Nostra. Il appartient à la famille de Porta Nuova à Palerme dirigé par Giuseppe Calò.
Alberti est impliqué dans de nombreux événements mafieux de son époque, tels que l'attentat de Ciaculli en 1963, le massacre de Viale Lazio en 1969, la disparition du journaliste Mauro De Mauro et l'assassinat du procureur en chef Pietro Scaglione en 1971. Il est un des mafieux majeurs impliqués dans le trafic de cigarettes et le trafic d'héroïne dans les années 1970. Il est aussi connu pour une de ses déclarations au sujet de la mafia : « La Mafia ! Qu'est-ce que c'est ? une sorte de fromage ? ».

## Début de carrière
Alberti est le fils d'un vendeur de fruits et grandit à Palerme, dans le district déshérité de Danisinni (it). Il est né à domicile, où à cause du manque de lumière dans la maison, la sage-femme fait accoucher sa mère en face de la porte ouverte. Il ne va à l'école que pendant quatre ans. Alberti est introduit dans la mafia par Gaetano Filippone (it). Son premier test est de voler un fromage entier. En 1956, il est acquitté d'un assassinat par manque de preuves,.
Dans les années 1950 et 1960, Alberti est considéré comme une étoile montante pouvant devenir un chef mafieux dans l'ombre d'hommes comme Pietro Torretta (en), Tommaso Buscetta et les frères La Barbera. Ils forment ce qui est appelé « La Nouvelle Mafia », qui adopte de nouvelles techniques de gangster. Ceux qui se lancent dans leurs ombres vont former une nouvelle génération de mafiosi, plus pragmatiques, réactifs et épaulés de leurs tueurs.
Alberti se présente comme vendeur dans le textile, employant une équipe de vendeurs internationaux, couverture idéale pour ses opérations de trafic de drogue, de contrebande de pierres précieuses et d'œuvres d'art, il aurait possédé La Nativité avec saint François et saint Laurent peinte par Le Caravage, peinture volée recherchée par le FBI. En 1961, il ouvre une entreprise textile à Milan et forme une « cosca » dans le nord de l'Italie, avec des bases à Gênes et Milan.

## Tueur pour la mafia?
Alberti est accusé en juillet 1963 avec 53 autres mafiosi de l'attentat de Ciaculli, qui est en plus d'être la Première Guerre de la Mafia est devenu une guerre contre la mafia. Avec Tommaso Buscetta, il est suspecté de l'attaque contre Angelo La Barbera, un des protagonistes de cette guerre, à Milan en mai 1963. Au Procès des 114, il est acquitté mais il est envoyé en exil dans un village de Lombardie. Alberti, bien que vivant à Naples, est à Milan au moment de l'attaque à Ciaculli. Interrogé, il affirme « avoir été avec une femme dont il ne peut révéler le nom ».
En décembre 1969, Gerlando Alberti est encore à Palerme, (bien qu'il soit supposé être en exil) quand le chef mafieux Michele Cavataio est assassiné par un escadron de tueurs de la mafia pour son implication dans son double rôle dans la Première Guerre de la Mafia. À cette époque, les carabinieri commencent à le considérer comme le chef d'une sorte de Murder Incorporated pour la Cosa Nostra sicilienne.

## Étoile montante
Dans les années 1970, Alberti est une des étoiles montantes de la mafia. Il mène un style de vie luxueux avec des appartements à Milan et à Naples, il possède une Maserati verte et lui et ses hommes passent leurs temps en boîtes de nuit avec des prostituées de luxe. Sa position est confirmée le 17 juin 1970 quand la police effectue un contrôle routier à Milan où elle stoppe une Alfa Romeo pour excès de vitesse. Dans la voiture se trouve Alberti, Tommaso Buscetta, Salvatore Ciaschiteddu Greco, Gaetano Badalamenti et Giuseppe Calderone. Leurs faux papiers leur permettent de repartir libre,. À cette époque, ils sont impliqués dans une série de colloques concernant le futur de Cosa Nostra. Ils décident de créer une Nouvelle Commission de la Mafia (la première a été dissoute après le massacre de Ciaculli), initialement menée par un triumvirat composé de Gaetano Badalamenti, Stefano Bontade et le parrain des Corleonesi Luciano Leggio.
Le 5 mai 1971, Pietro Scaglione, procureur en chef de Palerme, est assassiné avec son chauffeur Antonino Lo Russo. C'est la première fois, depuis la fin de la Seconde Guerre mondiale que la mafia assassine un magistrat italien. La police arrête 114 mafiosi pour les mettre en examen dans ce qui est le second Procès des 114. Scaglione est tué dans le district qui est sous le commandement d'Alberti. Alberti arrive de Naples juste avant l'attaque et repart immédiatement après. Un barman confirme à la police qu'Alberti était à Palerme durant le meurtre de Scaglione. En représailles, le barman est kidnappé et assassiné.
Durant le second Procès des 114 en 1974, Alberti est accusé et condamné à 6 ans de prison. Envoyé dans l'île d'Asinara, il s'en échappe en juin 1975, mais il est de nouveau arrêté en décembre de la même année, se cachant parmi des Siciliens dans le nord de l'Italie. En octobre 1977, il s'échappe à nouveau au moment même où il doit comparaître devant une cour pour contrebande de cigarettes.

## Laboratoires de transformation d'héroïne
En mars 1974, après 30 mois d'enquête, Alberti est accusé à Rome de trafic d'héroïne. L'enquête débute en septembre 1971 quand des agents des douanes saisissent 84 kilos d'héroïne dans une Ford en partance de Gênes pour New York. Alberti et Gaetano Badalamenti sont considérés comme étant les parrains de ce trafic international,.
En août 1980, deux laboratoires de transformation d'héroïne sont découverts en Sicile, un petit laboratoire est découvert à Trabia et plus tard dans la journée, un plus gros laboratoire caché à Carini est aussi découvert. Ce dernier peut produire 50 kilogrammes par semaine. Alberti est arrêté en compagnie de trois chimistes corses à Trabia. Parmi eux, se trouvent André Bousquet, un ancien chimiste de la French Connection qui a été envoyé par le parrain marseillais Gaetan Zampa,. Lors de son arrestation, Alberti sort une réplique qui restera célèbre : « La Mafia ! Qu'est-ce que c'est ? Une sorte de fromage ? », niant ainsi sa connaissance et son appartenance au crime organisé.

## Tentative d'assassinat
Alberti est considéré comme faisant partie de la faction des modérés au début de la Seconde Guerre de la Mafia en 1981-1983, allié de Gaetano Badalamenti, Stefano Bontade et Tommaso Buscetta, contre les Corleonesi menés par Totò Riina. Il survit à une tentative d'assassinat durant son incarcération dans la prison d'Ucciardone en février 1983. Il reçoit deux condamnations, une pour le laboratoire d'héroïne à Trabia et une condamnation à la prison à vie pour l'assassinat d'un propriétaire d'hôtel qui a renseigné la police sur le laboratoire,.
Du fait de sa condamnation et de son lien avec la faction perdante de la Seconde Guerre de la Mafia. Le rôle d'Alberti dans Cosa Nostra s'effondre. Le 20 juin 2006, Alberti, âgé, est encore arrêté alors que les autorités mènent une opération de répression (opération Gotha) contre les parrains mafieux de Cosa Nostra à Palerme, qui aboutit à l'arrestation de 52 personnes. En dépit de sa condamnation à la prison à vie, il réussit à obtenir une détention en résidence surveillée chez lui en raison de ses problèmes de santé.
Le 21 janvier 2008, le tribunal de Palerme rend un non-lieu dans l'affaire Gotha, mais il est condamné à 8 ans 5 mois et 20 jours dans un procès en appel.
Gerlando Alberti est de nouveau arrêté le 16 décembre 2008, quand les carabinieri arrêtent 94 mafiosi dans l'Opération Persé. Il est parmi les hommes qui ont voulu recréer la Commission de la Mafia devenue caduque depuis l'arrestation de Totò Riina en 1993.
En octobre 2010, il est condamné à 6 ans et 4 mois. Du fait de son âge et de son cancer, il est assigné à résidence.
Il meurt le 1er février 2012, dans sa maison à Porta Nuova, un district de Palerme.